# Дюсей, Мардж
Мардж Дюсей (англ. Marj Dusay; 20 февраля 1936, Расселл, Канзас — 29 января 2020, Нью-Йорк, Нью-Йорк) — американская актриса мыльных опер. Дюсей начала свою карьеру с ролей в фильмах «Пикник у моря» (1967) и «Сладкий ноябрь» (1968), а затем стала работать на телевидении, играя эпизодические роли в таких сериалах как «Напряги извилины», «Звёздный путь», «Бонанза», «Герои Хогана», «Улицы Сан-Франциско», «Барнаби Джонс», «Факты из жизни» и «Даллас». Она в общей сложности появилась в более семидесяти телешоу в период своей карьеры.
Дюсей наиболее известна благодаря игре злодеек в дневных мыльных операх. Наибольшей известности она добилась, сыграв роль Александры Сполдинг в сериале «Направляющий свет». Она начала играть эту роль в 1993 году, и появлялась в шоу вплоть до его завершения в 2009 году. В 1995 году за эту роль её номинировали на дневную премию «Эмми» за лучшую женскую роль в драматическом сериале. Также Дюсей трижды номинировалась на премию «Дайджест мыльных опер»; дважды за роль мартриарха семейства в сериале «Капитолий», и как лучшая злодейка в сериале «Направляющий свет».

## Избранная фильмография
| Год       |   | Русское название                   | Оригинальное название          | Роль                                |
| --------- | - | ---------------------------------- | ------------------------------ | ----------------------------------- |
| 1968      | с | Звёздный путь: Оригинальный сериал | Star Trek: The Original Series | Кара                                |
| 1970—1973 | с | ФБР                                | The F.B.I.                     | разные персонажи                    |
| 1975      | с | Улицы Сан-Франциско                | The Streets of San Francisco   | Шерил Фитз                          |
| 1983      | с | Супруги Харт                       | Hart to Hart                   | Шерил Хайатт                        |
| 1983—1987 | с | Капитолий                          | Capitol                        | Мирна Клегг                         |
| 1985      | с | Даллас                             | Dallas                         | Бернис Биллингс                     |
| 1987—1991 | с | Санта Барбара                      | Santa Barbara                  | Памела Кэпвелл Конрад               |
| 1987—2009 | с | Направляющий свет                  | Guiding Light                  | Александра Сполдинг                 |
| 1989—1992 | с | Она написала убийство              | Murder, She Wrote              | Мириам Боуман / Элис Рейнард Карсон |
| 1992—1993 | с | Дни нашей жизни                    | Days of Our Lives              | Вивиан Аламейн                      |
| 1998—2002 | с | Все мои дети                       | All My Children                | Ванесса Беннетт                     |